# Nowy cmentarz żydowski w Zamościu
Nowy cmentarz żydowski w Zamościu – nieczynny kirkut znajdujący się w Zamościu przy ul. Prostej, który został założony w 1907 roku. Cmentarz znajduje się współcześnie na obszarze osiedla Jana Zamoyskiego.

## Historia
Nowy cmentarz został założony w pobliżu starego cmentarza żydowskiego (w odległości ok. 600 m). Ostatni znany pochówek odbył się na nim w 1941 roku. Podczas II wojny światowej, w wyniku prześladowania Żydów, Niemcy zdewastowali cmentarz.
Na powierzchni 0,1 ha zachowały się fragmenty licznych uszkodzonych nagrobków. W 1950 roku wybudowano lapidarium zwieńczone tablicą z napisem: „Nie zabijaj”. Najstarsza zachowana tablica nagrobna pochodzi z 1934 roku. W 1991 roku wybudowano metalowe ogrodzenie cmentarza. Na cmentarzu znajduje się pomnik „Żydom Zamościa”, poświęcony ofiarom Holocaustu.

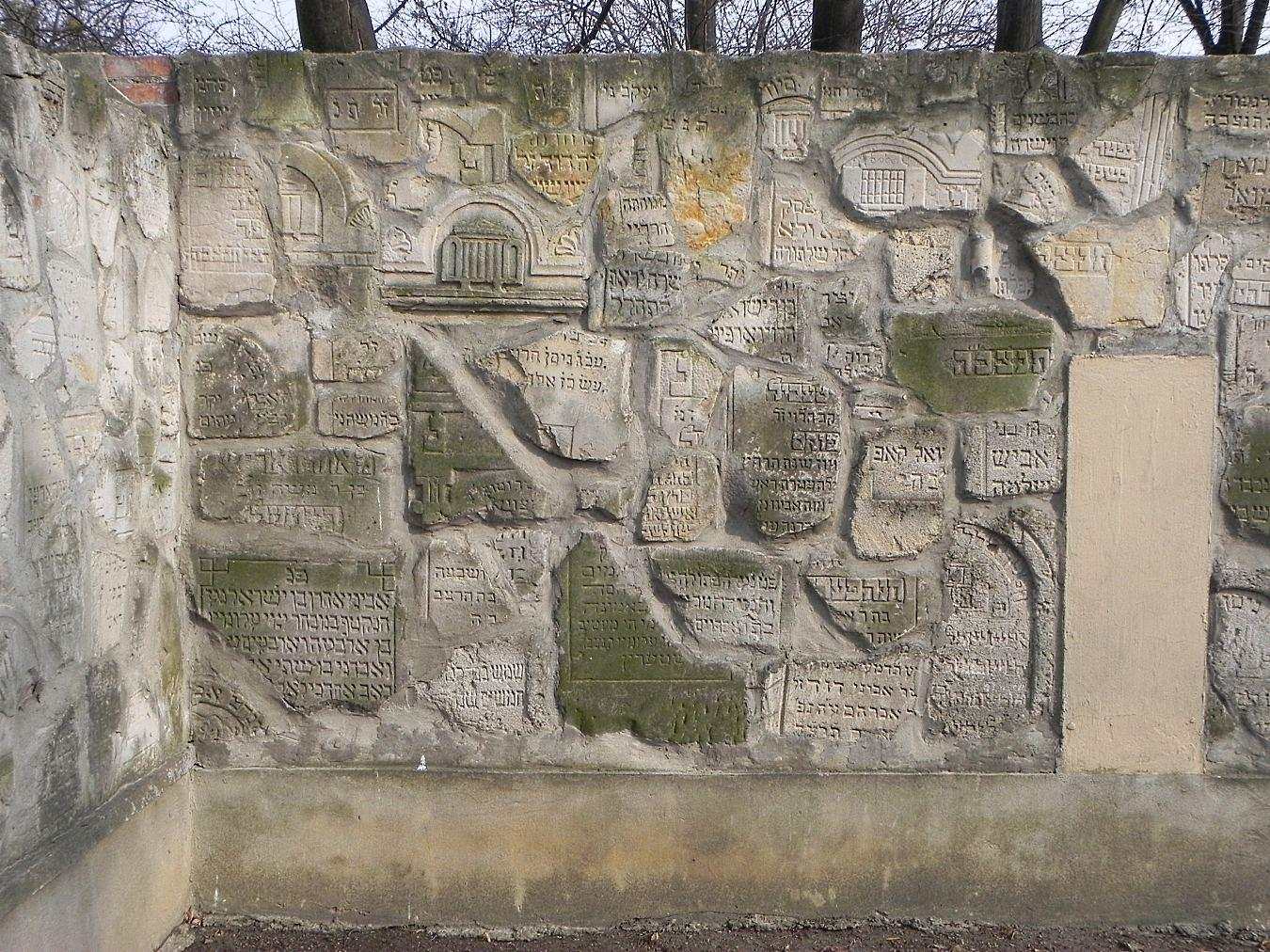
Mur cmentarny, w który wmontowano resztki macew
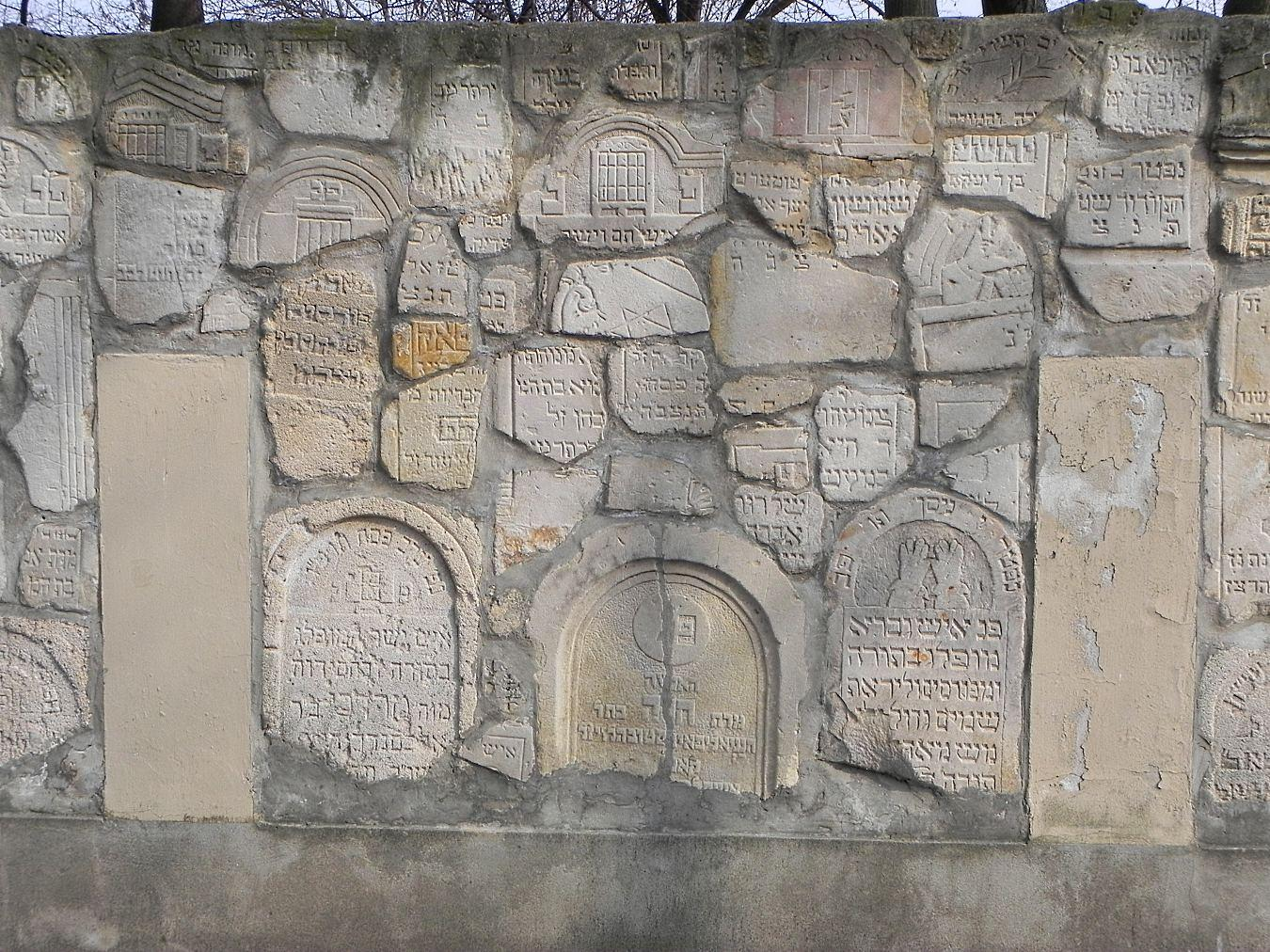
Mur cmentarny z resztkami macew
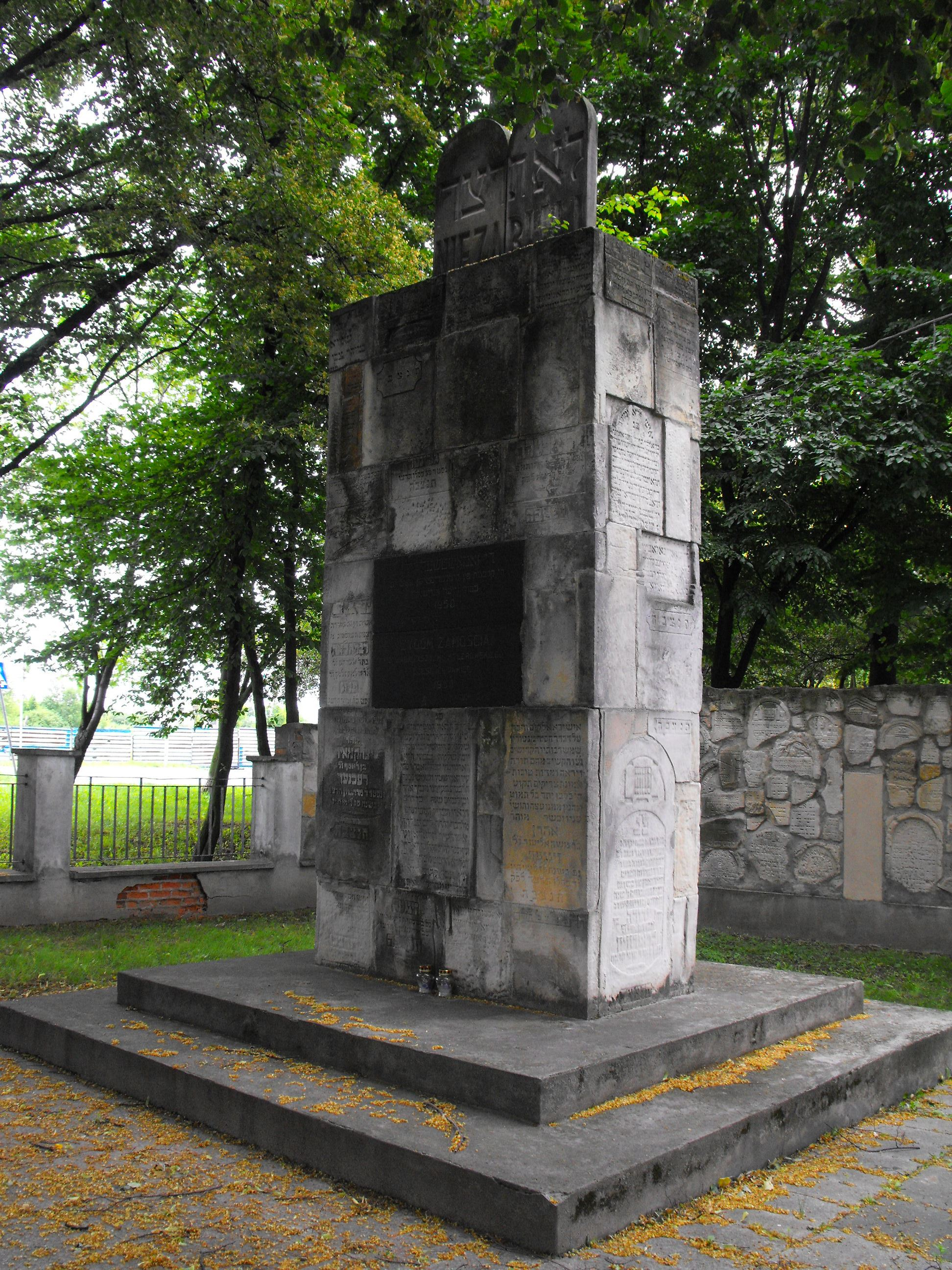
Pomnik „Żydom Zamościa”